# گذرگاه امن (فیلم)
گذرگاه امن (به انگلیسی: Safe Passage) فیلمی محصول سال ۱۹۹۴ و به کارگردانی رابرت آلن آکرمن است. در این فیلم بازیگرانی همچون سوزان ساراندون، سام شپارد، رابرت شان لئونارد، مارسیا گی هاردن، مت کیزلار، جیسون لندن، شان آستین، نیک استال، جسی لی سافر و روتانیا آلدا ایفای نقش کرده‌اند.